# Peribatodes maghrebica
Peribatodes maghrebica är en fjärilsart som beskrevs av Le Cerf 1922. Peribatodes maghrebica ingår i släktet Peribatodes och familjen mätare. Inga underarter finns listade i Catalogue of Life.